# Bai sema
 (janvier 2024).

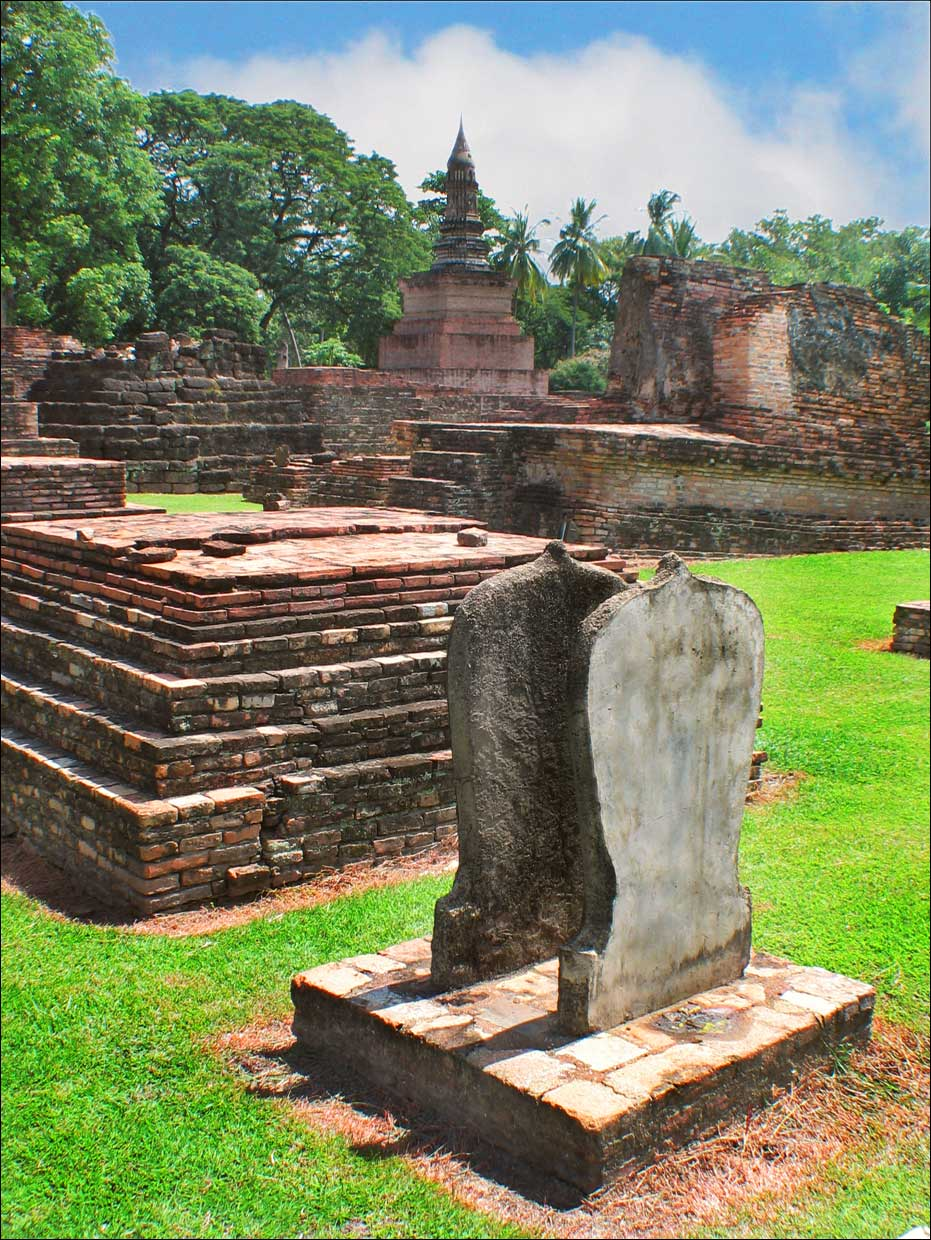
Photo 1 : Bai sema au Wat Mahathat, parc historique de Sukhothai

Les Bai sema ( thaï : ใบเสมา) sont des bornes qui délimitent la zone sacrée d'une salle d'ordination bouddhiste au sein d'un temple bouddhiste thaïlandais (wat) ; autrement appelé sema hin ( เสมาหิน).

## Histoire
Il est écrit dans le Vinaya Pitaka que le Baddhasima (la zone dans laquelle les moines accomplissent le Saṁghārāma ou cérémonies sacrées bouddhistes) doit pouvoir accueillir 21 moines assis, avec un espace de la longueur d'un avant-bras entre chaque moine. La zone ne devrait pas non plus dépasser trois yojana, soit environ 48 mètres. Cela signifie probablement la circonférence maximale. En d’autres termes, le Baddhasima ne doit être ni trop petit, ni trop grand.
Il est également écrit que le Baddhasima peut être marqué par les Nimitta (bornes frontalières) suivantes : collines, formations rocheuses, forêts, arbres, fourmilières, rues, rivières et autres eaux telles que la mer ou un étang. Le type de Nimitta principalement utilisé en Thaïlande est une pierre. Les plus anciens bai sema en pierre de Thaïlande ont été trouvés dans le nord-est de la Thaïlande ( Isan ) et datent de la période Dvaravati (6e-9e siècle de notre ère).

## Placement du bai sema

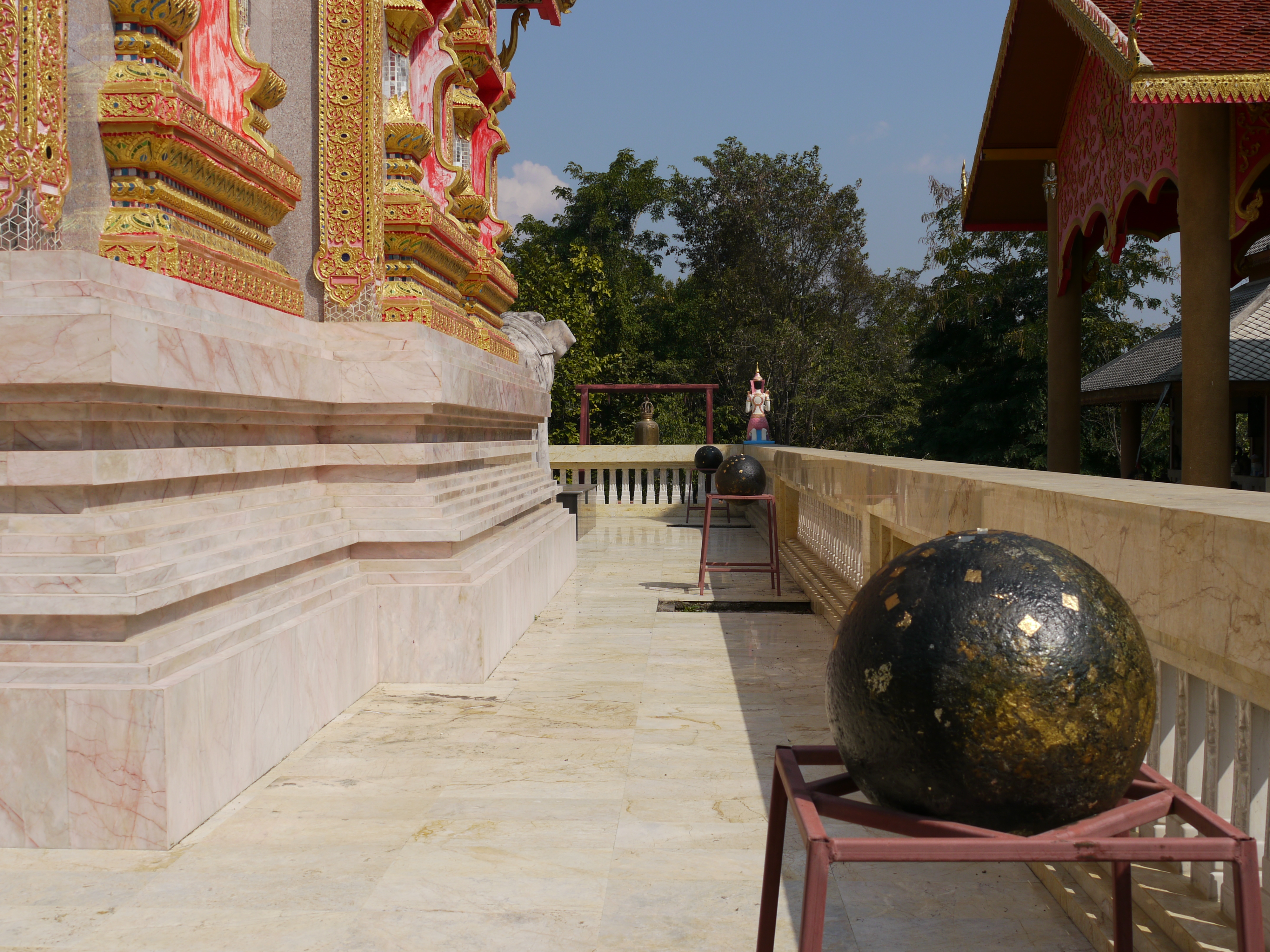
Luk Nimit à côté de leurs fosses en attendant la cérémonie d'enterrement.

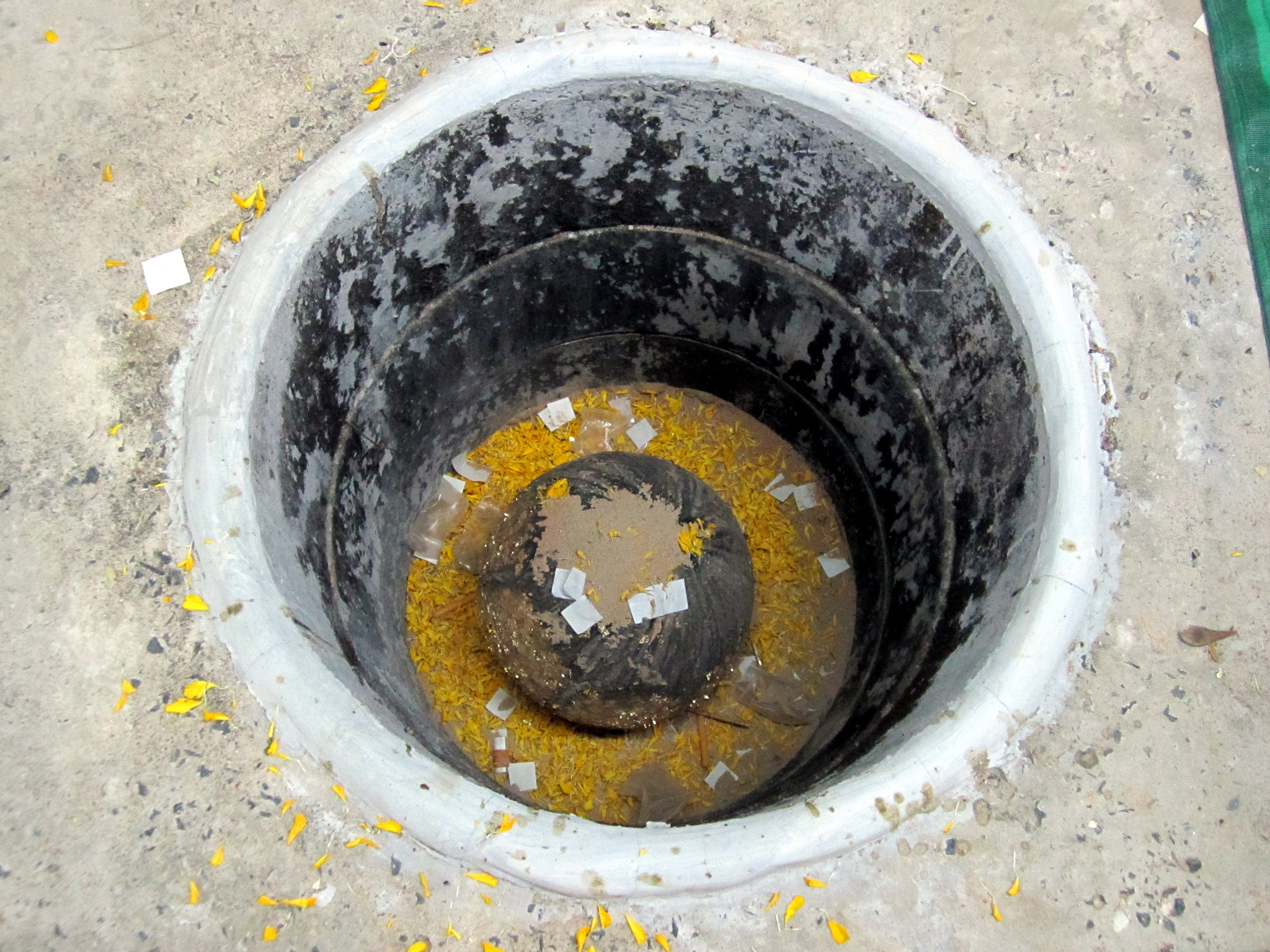
Un Luk Nimit dans une fosse ouverte mais découverte.

Avant le début des travaux sur un nouveau phra ubosot, neuf trous sont creusés : huit aux points cardinaux, le neuvième en dessous où sera placée la principale statue de Bouddha. Luk nimit ( thaï : ลูกนิมิต  </link> ), des pierres rondes de la taille d'un boulet de canon, sont placées dans ces trous lors d'une cérémonie religieuse. Huit pierres Sema sont ensuite placées sur les Luk Nimit situées aux points cardinaux. Un double (voire triple) bai sema signifie que le phra ubosot a été reconstruit, ou consacré pour être utilisé par plus d'un ordre monastique, ou que le temple a un lien royal (photo 1).

## Description du bai sema
Les mots thaïlandais bai sema signifient « feuilles de Sema » en raison de la forme des pierres plates de Sema qui s'apparente quelque peu à la forme des feuilles de l'arbre Bodhi, l'arbre sous lequel le Bouddha a atteint l'illumination (photo 1).
Les parties d'un bai sema sont décrites en Thaïlande comme étant des parties du corps : « cou », « épaules », « poitrine », « hanches » et « ventre ». Durant le royaume d'Ayutthaya et l'ère Rattanakosin qui suivit, le bai sema était parfois décoré d'yeux (photo 2) et de couronnes princières (photo 3). L'ordre Thammayut, fondé par le prince Mongkut (futur roi Rama IV) en 1833, a développé une forme tridimensionnelle de bai sema (photo 4).

## Postérité
Les bai sema de la période dvaravati situées dans le parc historique de Phu Phra Bat sont classées au patrimoine mondial de l'humanité depuis juillet 2024,,,.

## Galerie

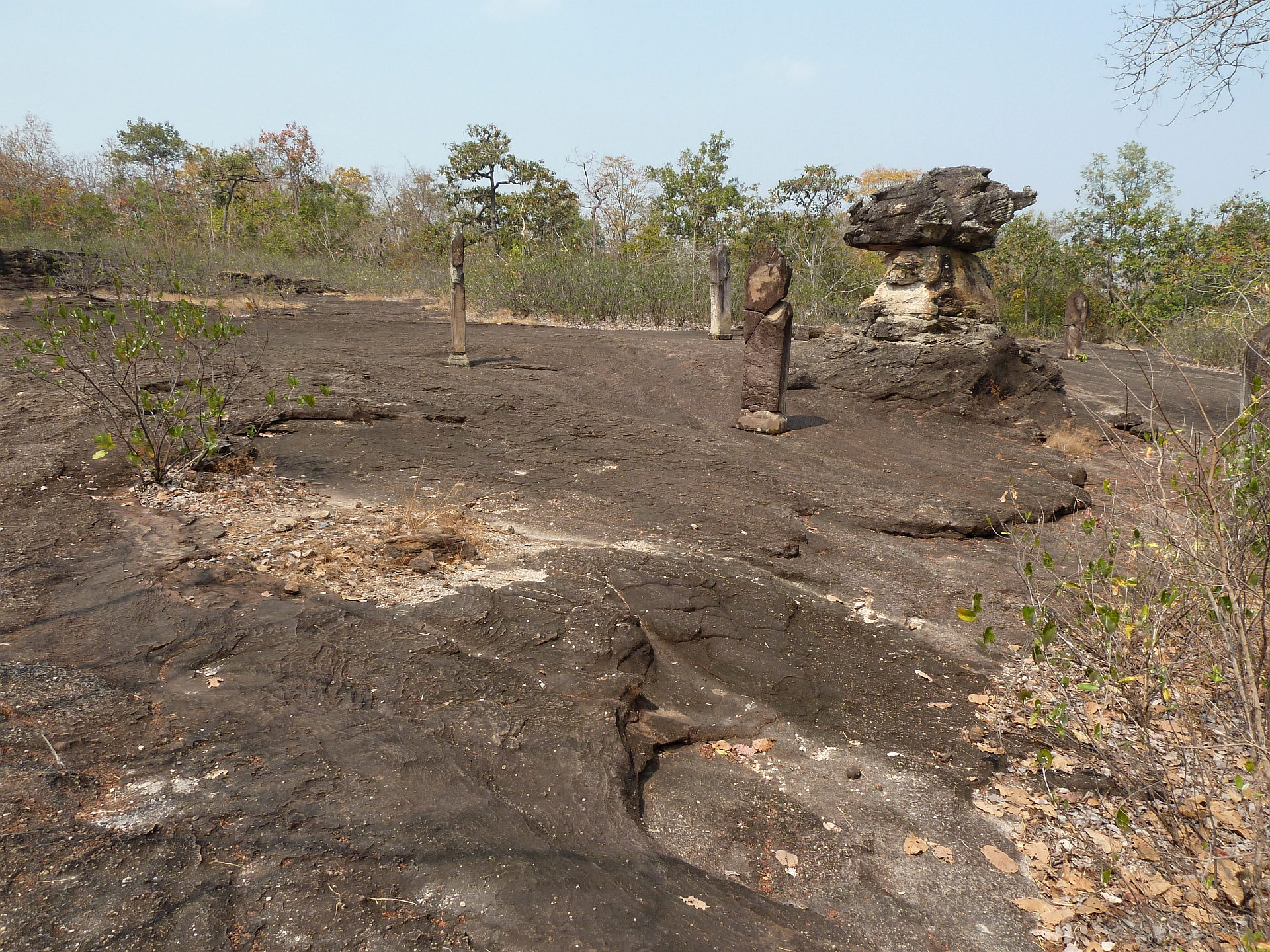
Bai sema de la période dvaravati, parc historique de Phu Phra Bat
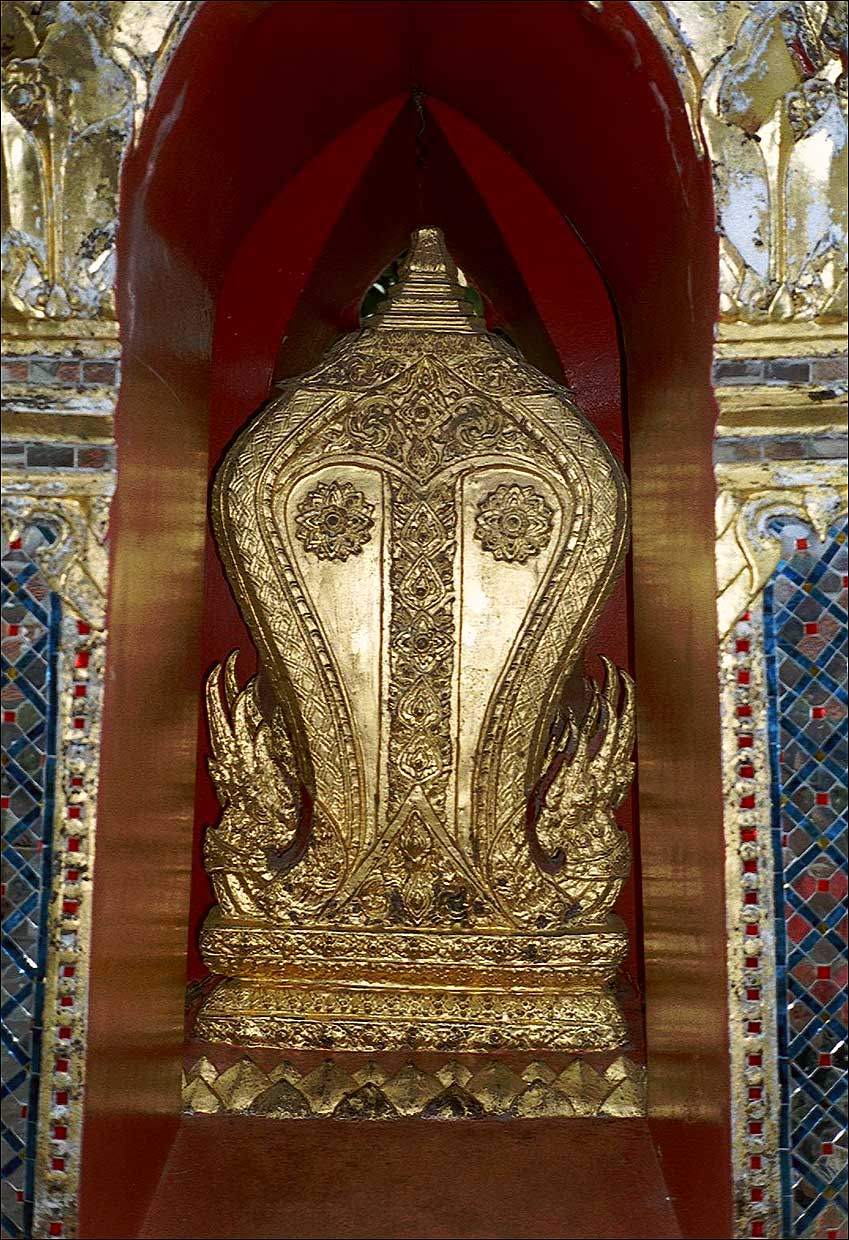
Photo 2 :Bai Sema avec des « yeux »,Wat Phra Kaeo, Bangkok
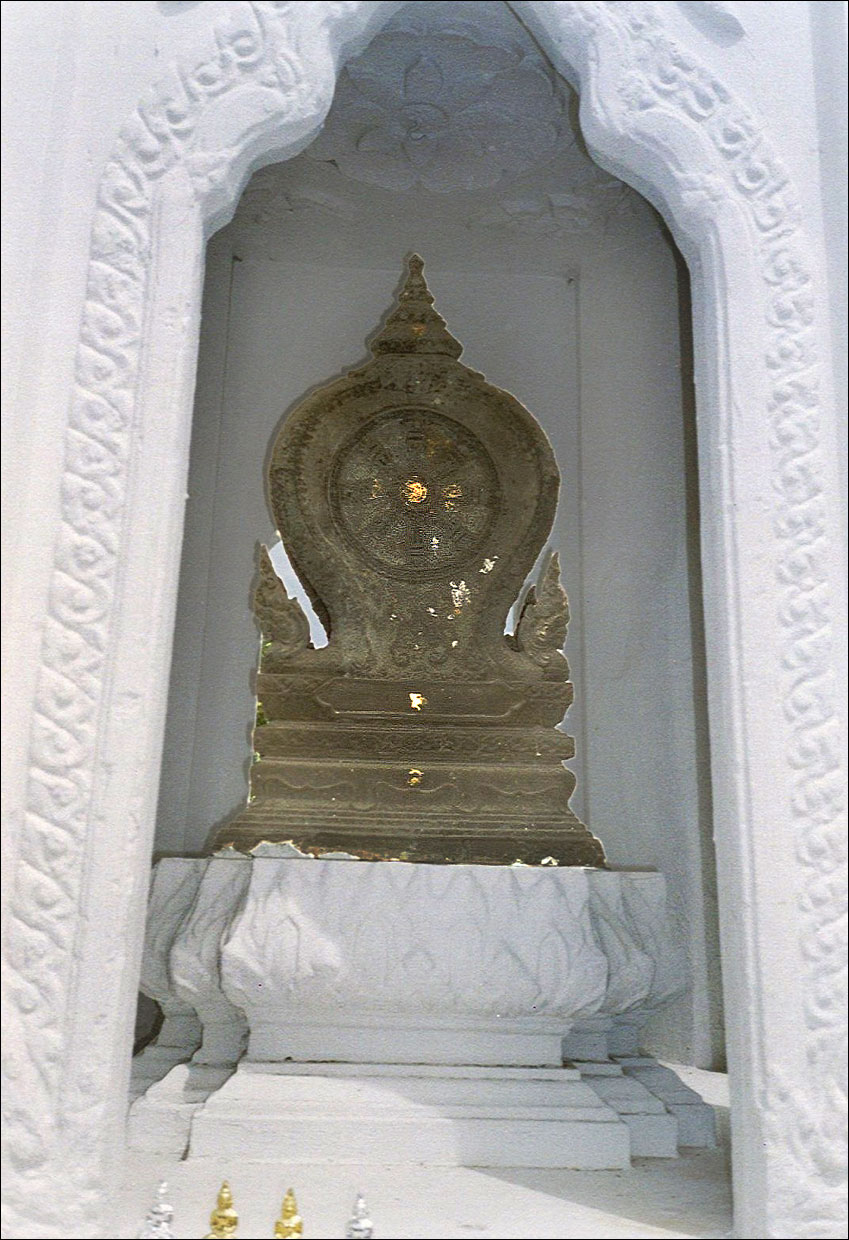
Photo 3 :Bai Sema« couronné »,Wat Ratchanadda, Bangkok
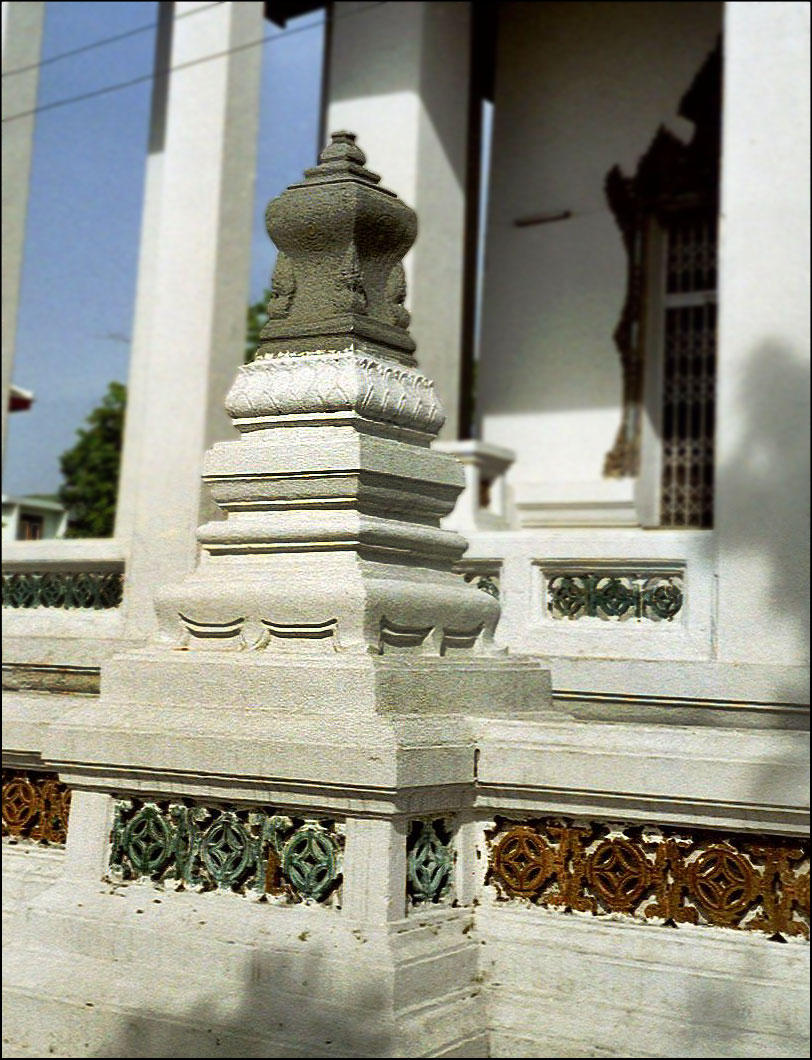
Photo 4 :Bai Semaà quatre côtés, Wat Mahanaparam, Bangkok
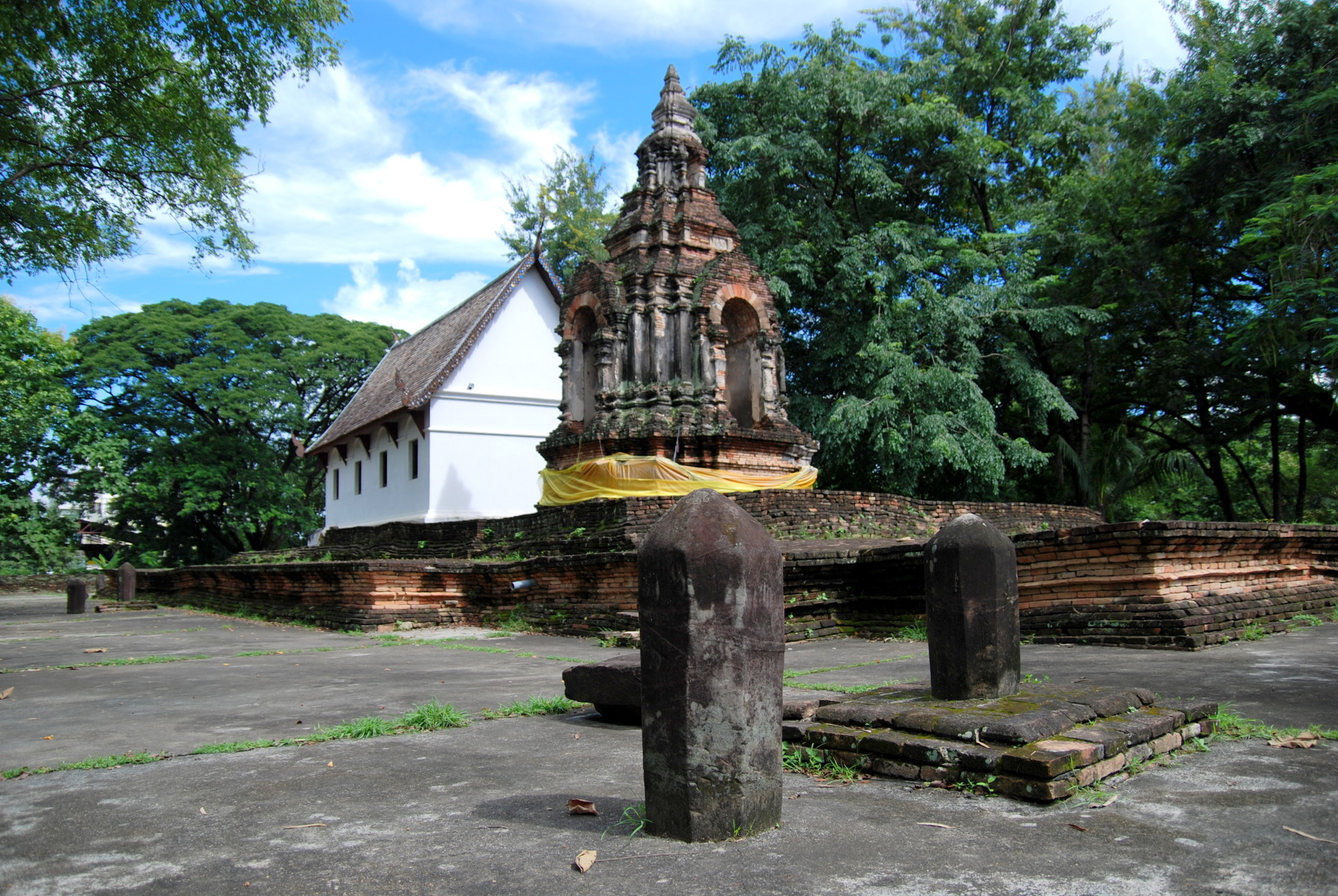
Deux ensembles de Bai Sema entourent l'ubosotetun chedi au Wat Chet Yot,Chiang Mai
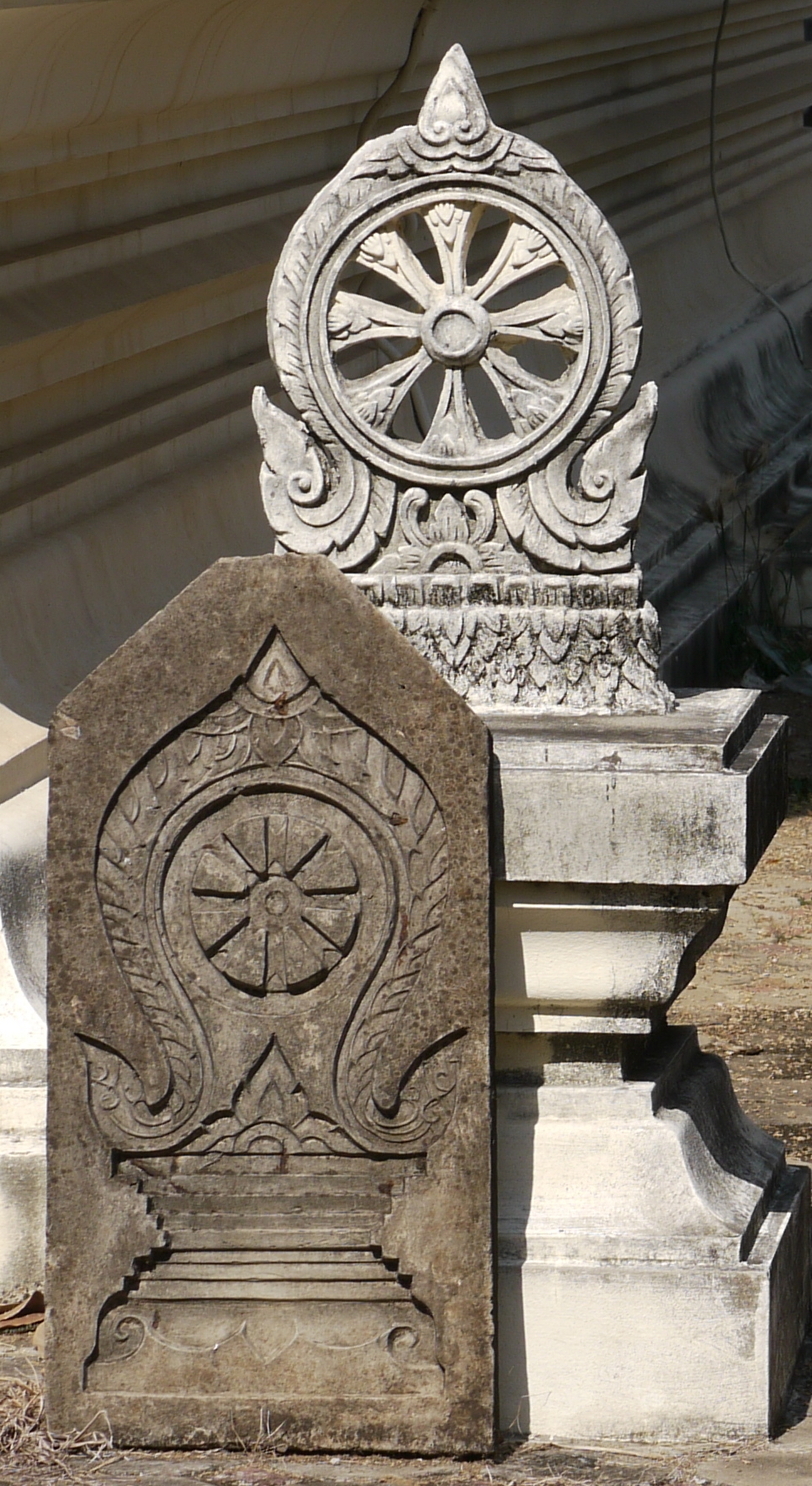
Moule pour un Bai Sema, trouvé à Wat Umong dans le sous-district de Lamphun
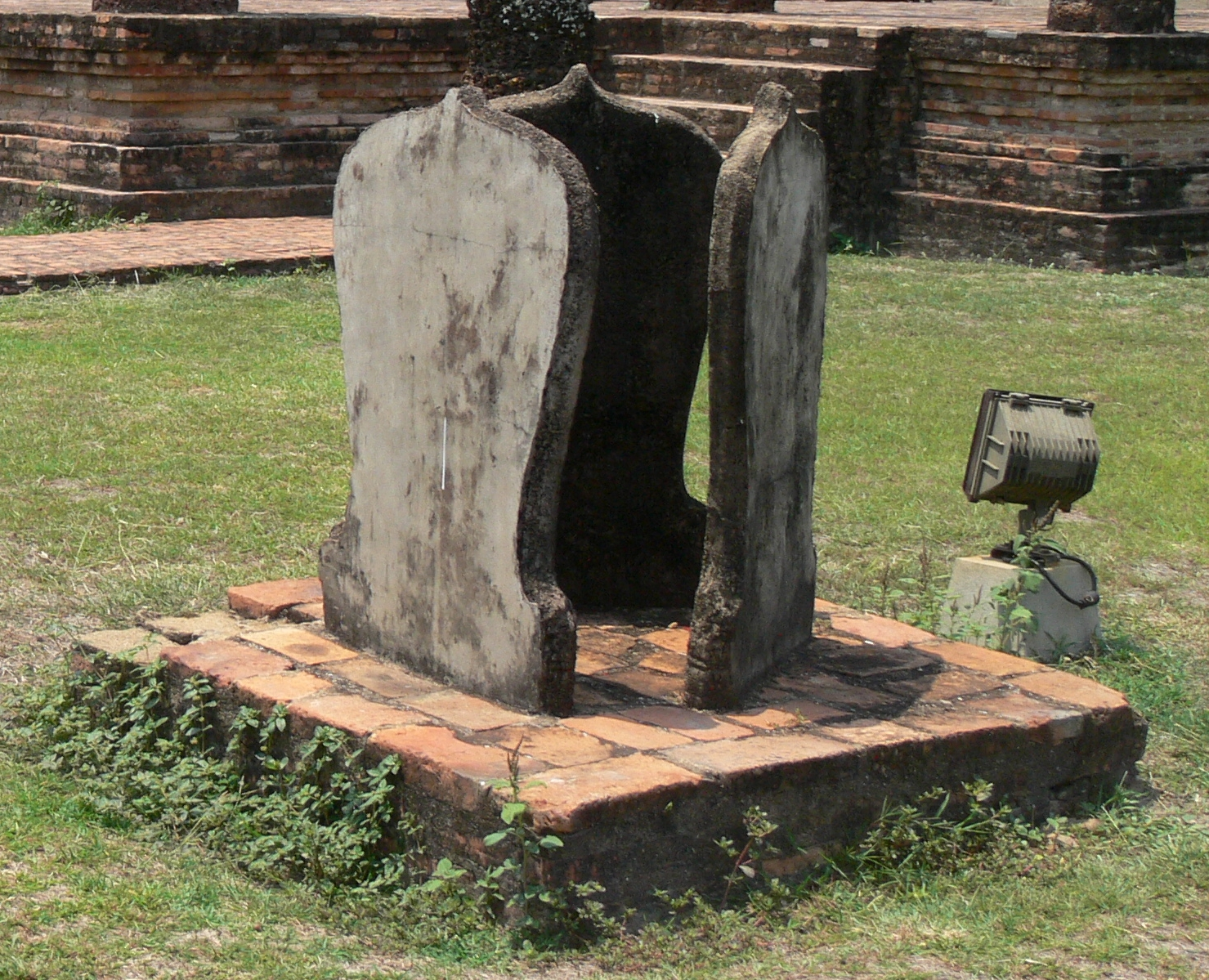
Un triple Bai Sema à Sukhothaï
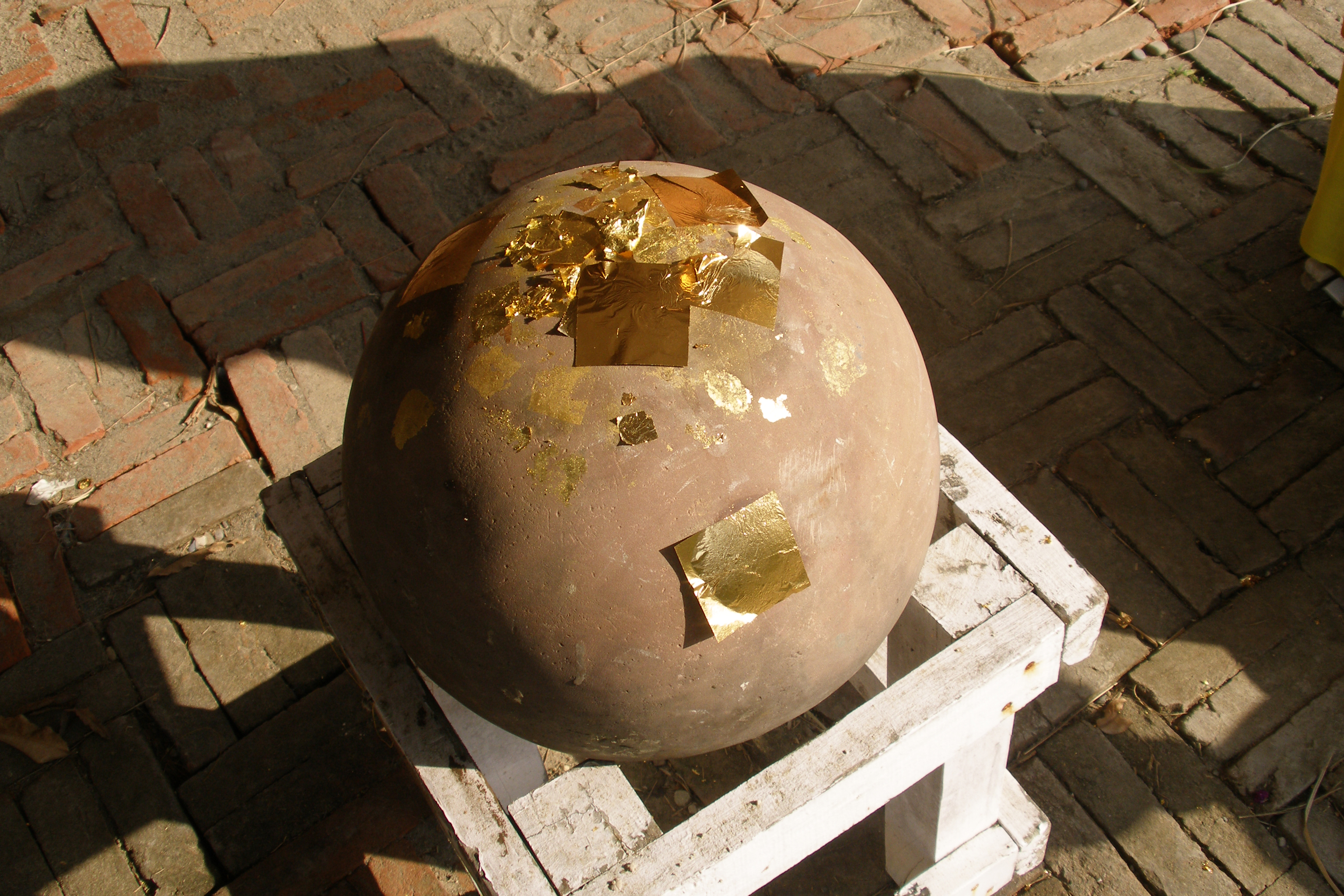
Dorure, Lumbini, Népal

## Voir également
- Cetiya
- Uposatha
- Patimokkha
- Upasampada
- Ubosot
- Vihara
- Kyaung
- Wat

## Sources
- No Na Paknam : Les bornes bouddhistes de la Thaïlande . Muang Boran Press, Bangkok 1981 (Pas d'ISBN, disponible uniquement dans les librairies d'occasion)
- No Na Paknam : Sima Gattha, Samut Khoi Wat Suthat Thepwararam (« Manuscrit de Sima de Wat Suthat Dhepvararam »). Presse Muang Boran, Bangkok 1997, (ISBN 974-7367-82-3)